# Jatirejo (Tikung)
Jatirejo is een bestuurslaag in het regentschap Lamongan van de provincie Oost-Java, Indonesië. Jatirejo telt 3403 inwoners (volkstelling 2010).